# Filippi (Bootswerft)

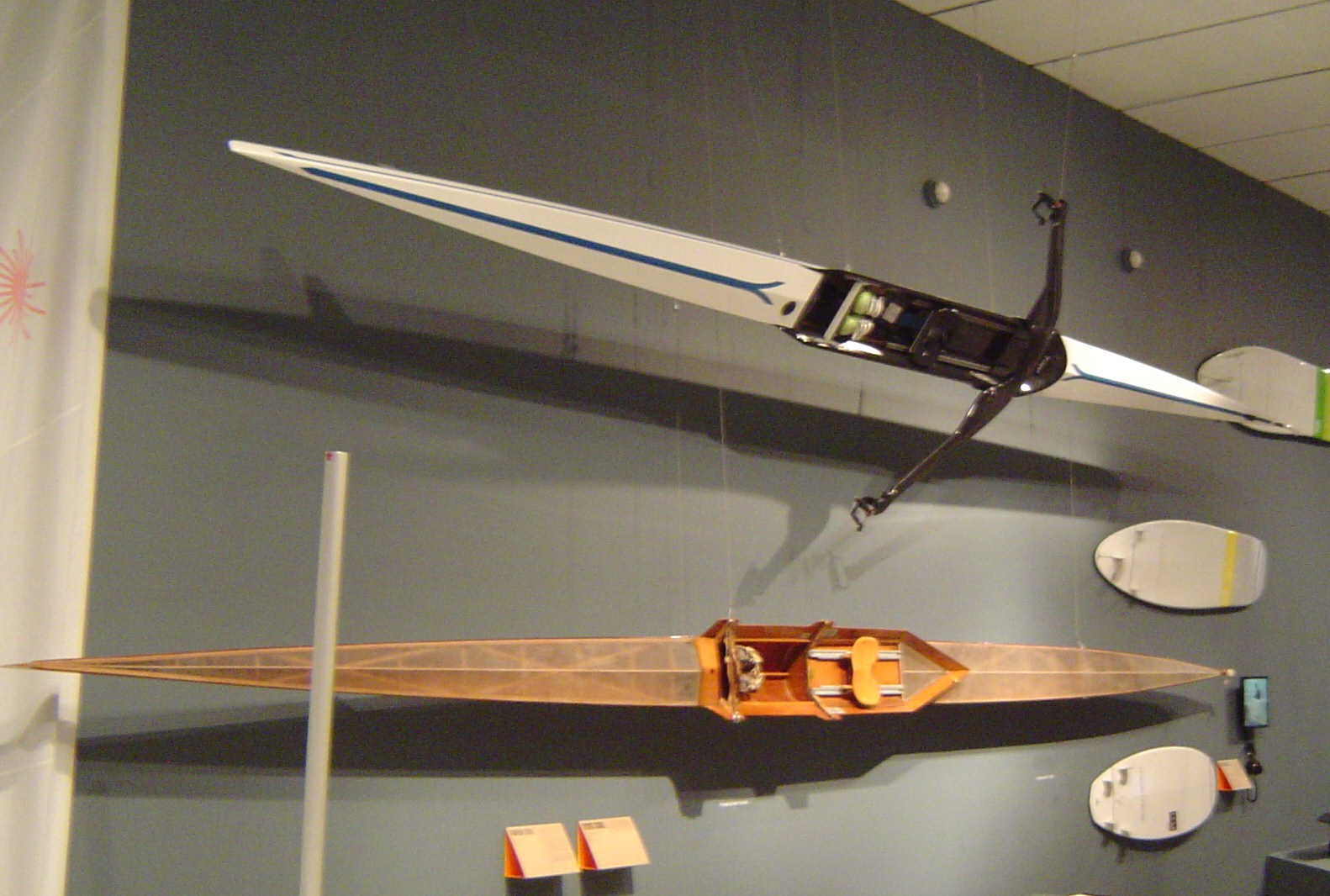
Ausstellung mit Filippi-Booten in Holzbauweise (unten) und aus Kohlenfaserstoff.

Filippi Lido SRL ist eine italienische Werft für Sportruderboote mit Sitz in Donoratico.

## Geschichte
1980 gründete Lido Filippi die Werft und begann zunächst mit dem Bau von Kompositbooten. Bei den Ruder-Weltmeisterschaften 1986 im englischen Nottingham errangen Ruderer erste Erfolge in Filippi-Booten.
Heutzutage werden unter der Leitung von Lido Filippi und seinem Sohn David sowie mehr als 60 weiteren Angestellten mehr als 700 Boote jährlich gebaut. Nach eigener Darstellung wurden unterdessen mehr als 400 Medaillen bei Ruder-Weltmeisterschaften und der olympischen Ruderregatta in Filippi-Booten gewonnen.